# Klöntür

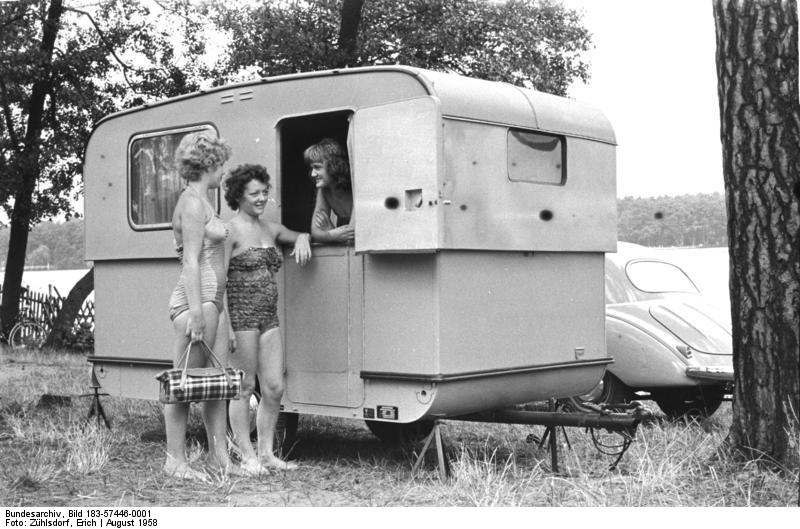
Klöntür in einem Camping-Anhänger vom VEB Spezialfahrzeugwerk Berlin (1958)

Eine Klöntür oder doppelschlägige Tür ist eine Tür, in der Regel eine Außen- oder Haustür, bei der es möglich ist, nur die obere Hälfte des Türflügels zu öffnen und die untere Hälfte dabei verschlossen zu lassen.
Die Klöntür war in früheren Jahrhunderten in ländlichen Gegenden ortsüblich. Während man mit dem Nachbarn oder Passanten bei geöffneter Tür „klönen“ konnte, blieb eine Barriere für Tiere. Das Vieh konnte nicht entwischen (Stalltür) oder eindringen (Haus- oder Dielentür). Im Bergischen Land war die Bezeichnung „Klön- und Kladdertür“ üblich. Bei oben geöffnetem Flügel konnte aber auch Licht einfallen und Rauch aus der Küche oder Diele entweichen.
Moderne Klöntüren haben die gleiche Funktionsweise wie ihre historischen Vorbilder. Ein Türflügel ist mit einer Klinke versehen. Der andere Türflügel kann über einen Hebel mit dem ersten verbunden oder getrennt werden. Sind beide Türflügel miteinander verbunden, lässt sich eine Klöntür wie eine normale Haustür nutzen. Sind sie entkoppelt, erfüllt der obere Flügel die Funktion eines Fensters.
Diese Türart wurde früher oft in Wohnwagen verbaut. Heute sind sie meist einteilig.

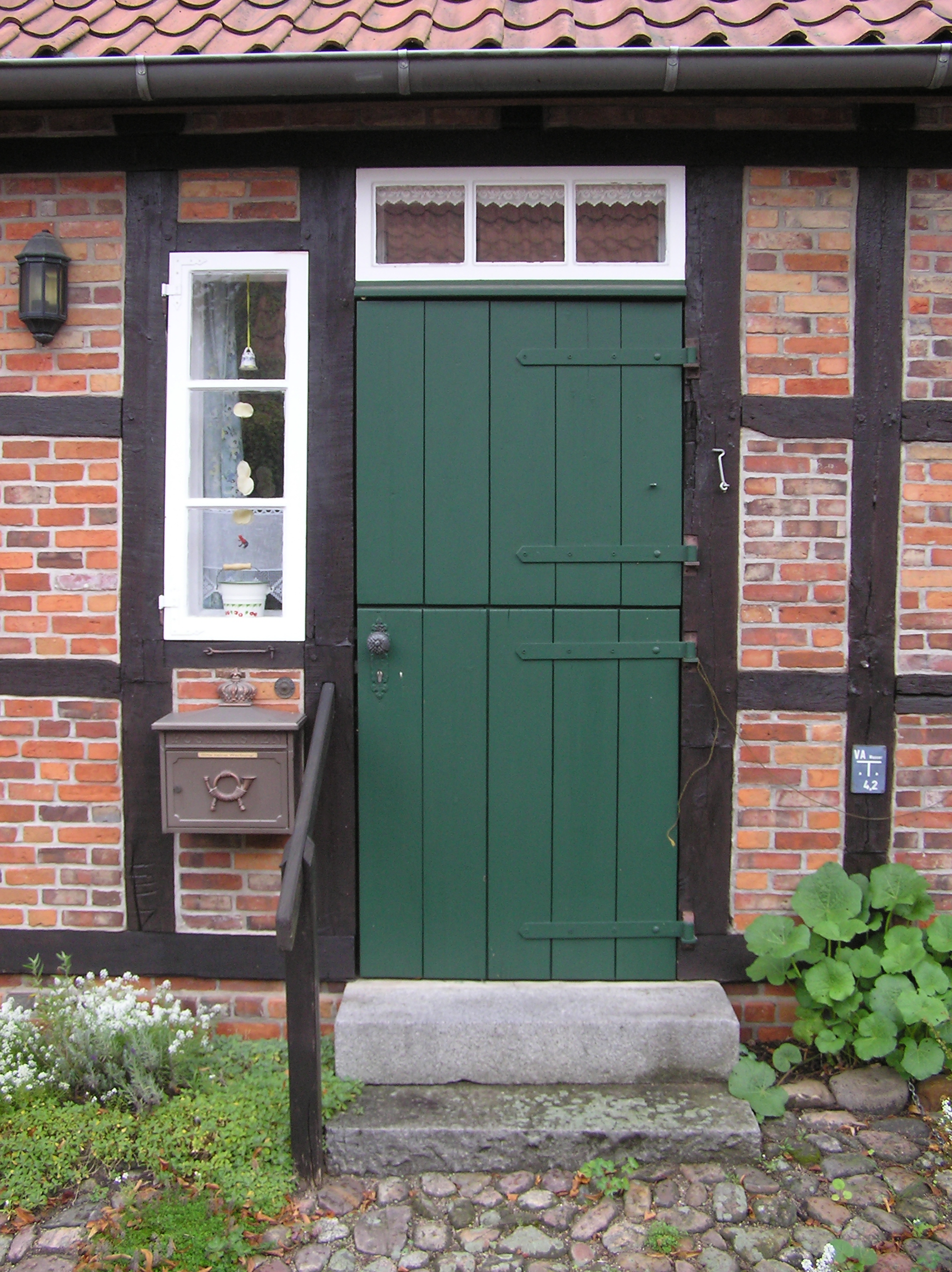
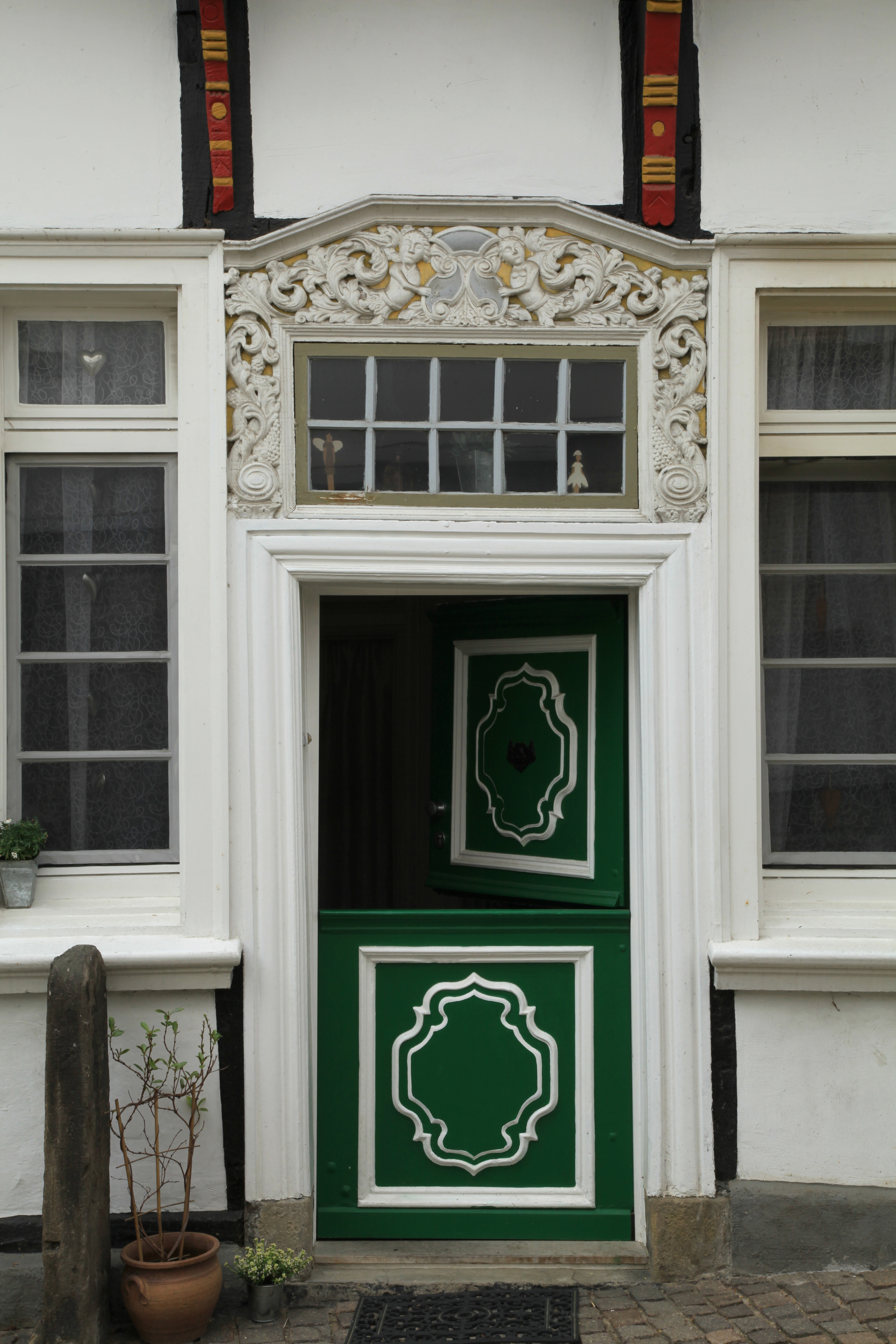
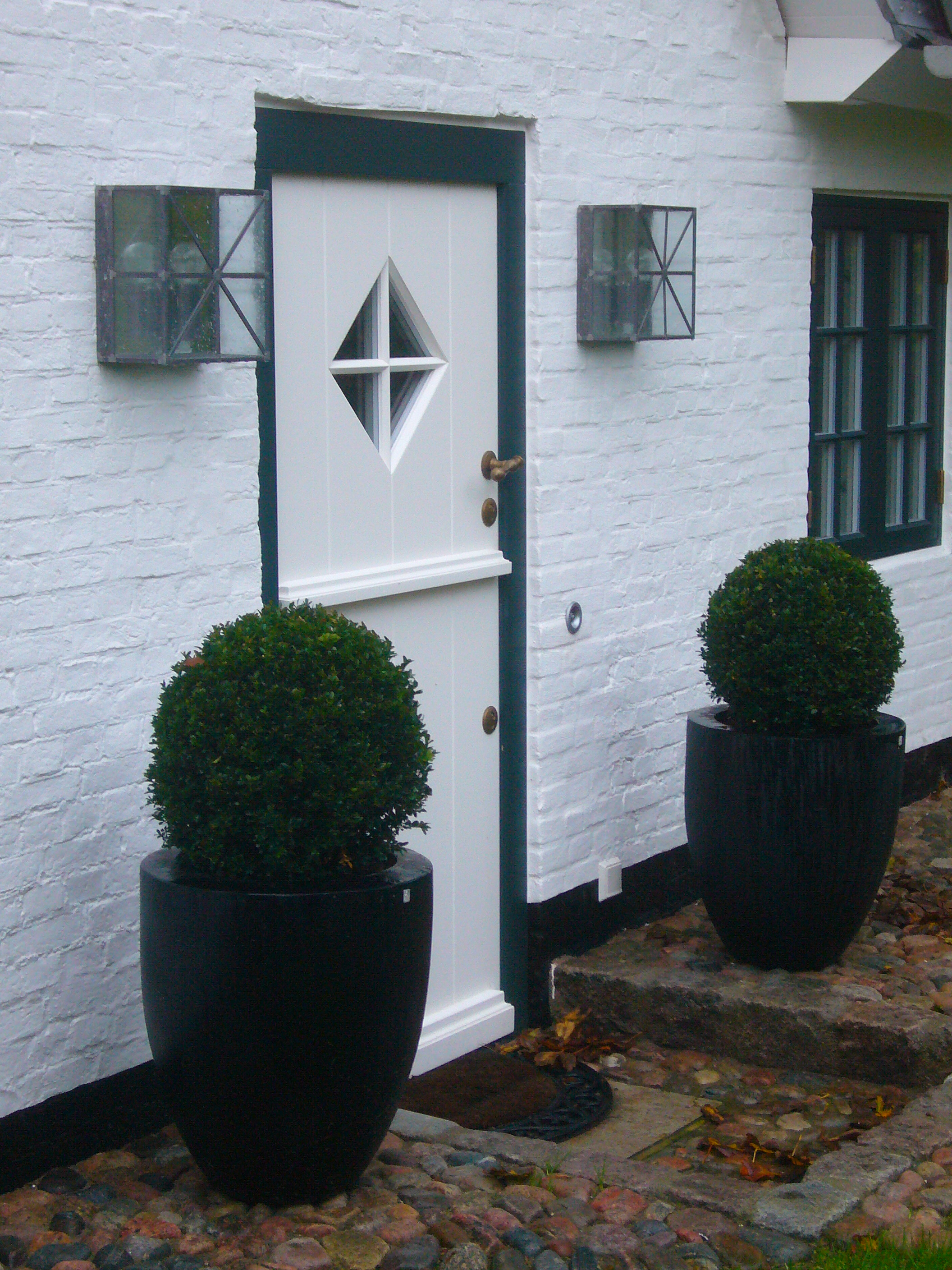